# Людвиг Мекленбургский
Людвиг Мекленбургский (нем. Ludwig, Herzog zu Mecklenburg-Schwerin; 6 августа 1725, Грабов — 12 сентября 1778, Шверин) — с 1756 года наследный принц Мекленбург-Шверина.

## Биография
Людвиг — второй сын герцога Кристиана Людвига II и его супруги, принцессы Густавы Каролины, младшей дочери герцога Адольфа Фридриха II Мекленбургского и его первой жены Марии Мекленбург-Гюстровской.
После смерти отца 30 мая 1756 года к власти в Мекленбург-Шверине пришёл старший брат Фридрих. Поскольку у Фридриха не было детей, наследным принцем был назначен Людвиг, и впоследствии сын Людвига Фридрих Франц I взошёл на престол в Мекленбург-Шверине. Людвиг с женой прослыли покровителями изящных искусств.
13 мая 1755 года в Шверине наследный принц Людвиг женился на принцессе Шарлотте Софии (1731—1810), старшей дочери из шести детей герцога Франца Иоасиаса Саксен-Кобург-Заальфельдского и его супруги принцессы Анны Софии Шварцбург-Рудольштадтской. В браке родилось двое детей:
- Фридрих Франц I (1756—1837), женат на принцессе Луизе Саксен-Готской (1756—1808)
- София Фридерика (1758—1794), замужем за принцем Фредериком Датским

Наследный принц Людвиг умер 12 сентября 1778 года в Шверине и был похоронен в шверинской церкви Святого Николая.